# Cratere Zetes
Zetes è un cratere sulla superficie di Febe.